# Морозов, Александр Антонович
Александр Антонович Морозов (4 сентября 1906, Москва — 8 марта 1992, Санкт-Петербург) — советский литературовед, фольклорист, переводчик.

## Биография
Окончил историко-этнологический факультет МГУ в 1929 году. После окончания работал ученым секретарем комиссии по изучению сатирических жанров (под руководством А. В. Луначарского). Выступил составителем сборников «Эпиграммы», «Русская стихотворная пародия», «Сатира 60-х годов (XIX век)».
Затем Александр Морозов переехал в Ленинград и становится научным сотрудником Пушкинского Дома (Института русской литературы). В это время работает как переводчик произведений Г. Гейне, Э.Т.А. Гофмана (повесть-сказка "Крошка Цахес по прозванию «Циннобер»), Х.Я.К. фон Гриммельсхаунзена (роман «Симплициссимус»).
В 1935—1937 годах впервые в переводе Морозова с голландского языка были изданы книги, рассказывающие об истории России семнадцатого века: Я. Стрейса «Три путешествия» и И. Масса «Краткое известие о Московии в начале XVII века».
В годы войны более года жил и трудился в осажденном Ленинграде.
Осенью 1942 года был вывезен в Архангельск. Правление Союза писателей СССР командировало супругов в д. Зимняя Золотица. Им поручили заново переписать весь фольклорный репертуар сказительницы Марфы Крюковой. Более двух лет супруги Морозовы плодотворно работали с Марфой Крюковой.
Общение с Севером и его людьми произвело крутой поворот в творчестве Морозова. Он глубоко изучил историю и этнографию архангельского Севера, быт поморов, их самобытный язык.
Сотрудничал в «Правде Севера», в газете Беломорской военной флотилии «Северная вахта».
В 1950 году издал в Архангельске книгу М. Д. Кривополеновой «Былины, скоморошины и сказки».
В конце 1950 года в издательстве «Молодая гвардия» вышел фундаментальный труд Морозова «Михаил Васильевич Ломоносов». За эту книгу А. А. Морозов в марте 1952 года был удостоен Сталинской премии. Она переведена на немецкий, эстонский и ряд других языков.
В последующие годы Морозов продолжал исследовать жизнь и творчество М. В. Ломоносова. Особенно следует отметить такие книги, как «М. В. Ломоносов. Путь к зрелости. 1711—1741» (1962) и «Родина Ломоносова» (1975).
В разные годы писатель выступал со статьями, в которых рассматриваются проблемы барокко в русской литературе. А в 1983 году в журнале «Русская литература» была опубликована статья о М. Ю. Лермонтове. Также Морозов написал монографию и ряд публикаций о немецком писателе XVII века Хансе Якобе Кристоффеле фон Гриммельсхаунзене и его романе «Симплициссимус».
Член Союза писателей СССР с 1936 года.
Умер в 1992 году. Похоронен на Комаровском кладбище.

## Семья
Жена — Эрна Георгиевна Морозова (11 ноября 1904 — 10 сентября 1975), фольклорист и переводчик. Встречается также под фамилиями Бородина, Бородина-Морозова и Морозова-Бородина.

## Сочинения
- Морозов А.А. М. В. Ломоносов — М.: Молодая гвардия, 1950.- 960 с.
- Морозов А. А. Юность Ломоносова — Архангельск: Кн. изд-во, 1953. — 507 с.: ил.
- Морозов А.А. М. В. Ломоносов. Путь к зрелости — М., Л.: Изд-во Академии Наук СССР, 1962. — 487 с.: ил.
- Морозов А. А. Ломоносов — М.: Молодая гвардия, 1965 (ЖЗЛ).
- Морозов А. А. Родина Ломоносова — Архангельск: Сев.-Зап. Кн. Изд-во, 1975. — 479 с.: ил.
- Морозов А. А. «Симплициссимус» и его автор — Л.: Наука. Лен. Отд-е, 1984. — 206 с.: ил.

Составитель:
- Эпиграммы — М., 1929, биб-ка «Огонька» (совм. с Н. И. Кравцовым).
- Русская литературная пародия — М.-Л., 1930 (совм. с Б. Бегак и Н. И. Кравцовым).
- Сатира 60-х годов (XIX век) — М.-Л. 1932 (совм. с Н. И. Кравцовым).
- Былины, скоморошины, сказки М. Д. Кривополеновой — Архангельск, 1950.
- Русская стихотворная пародия (1960).

Статьи в составе сборников:
- «Былины Марфы Семеновны Крюковой» для кн. «М. С. Крюкова. Беломорские былины» — Архангельск, 1953.
- Затейливый «Симплициссимус» и его судьба // Гриммельсгаузен Г. Симплициссимус / Вст. статья, перевод и прим. А. Морозова. М, 1976 (БВЛ. Т. 46).

Переводы:
- Стрейс Я. Три путешествия (1935).
- Масса И. Краткое известие о Московии в начале XVII в. (1937).